# Allorhogas vassununga
Allorhogas vassununga (лат.) — вид наездников рода Allorhogas из семейства Braconidae (Doryctinae). Название происходит от места сбора типовой серии (Parque Estadual de Vassununga).

## Распространение
Южная Америкая: Бразилия (Сан-Паулу, Santa Rita do Passa Quatro, Parque Estadual de Vassununga).

## Описание
Длина самок от 3,0 до 3,4 мм (переднее крыло — 3,0 мм), самцов 3,6 мм. Голова медово-жёлтая, лоб и темя коричневые; черешок, педицель и первый и второй жгутики медово-жёлтые, остальные жгутики тёмно-коричневые; щупики медово-жёлтые; глаза чёрные. Мезоскутум, проподеум и метаплевра от тёмно-коричневого до чёрного; переднеспинка медово-жёлтая; мезоплевра спереди от тёмно-коричневой до чёрной, становящаяся медово-жёлтой медиально и сзади; внутренняя часть мезосомы от тёмно-коричневого до чёрного; первый тергит метасомы от тёмно-коричневого до чёрного, второй-пятый тергиты от тёмно-коричневого до чёрного, медово-жёлтые по краям; остальные тергиты преимущественно медово-жёлтые. Ноги медово-жёлтые; коготки предплюсны от темно-коричневого до черного. Крылья прозрачные; жилки переднего крыла коричневые, стигма коричневая; жилки заднего крыла от жёлтого до светло-коричневого. Ножны яйцеклада на две трети коричневые, к вершине становятся чёрными; яйцеклад медово-жёлтый, вершина сильно склеротизирована. Усики 28-30-члениковые. Биология неизвестна (предположительно, фитофаги). Вид был впервые описан в 2021 году бразильскими и мексиканским энтомологами. Видовое название происходит от места сбора типовой серии (Parque Estadual de Vassununga). Вид сходен с A. ilexaffinis, отличаясь строением первого тергита брюшка.